# Joaçaba
Joaçaba est une ville brésilienne de l'ouest de l'État de Santa Catarina.
La ville est surnommée « petite princesse de l'Ouest » (Princesinha do Oeste en portugais) et se situe à 414 km de la capitale de l'État, Florianópolis.

## Géographie

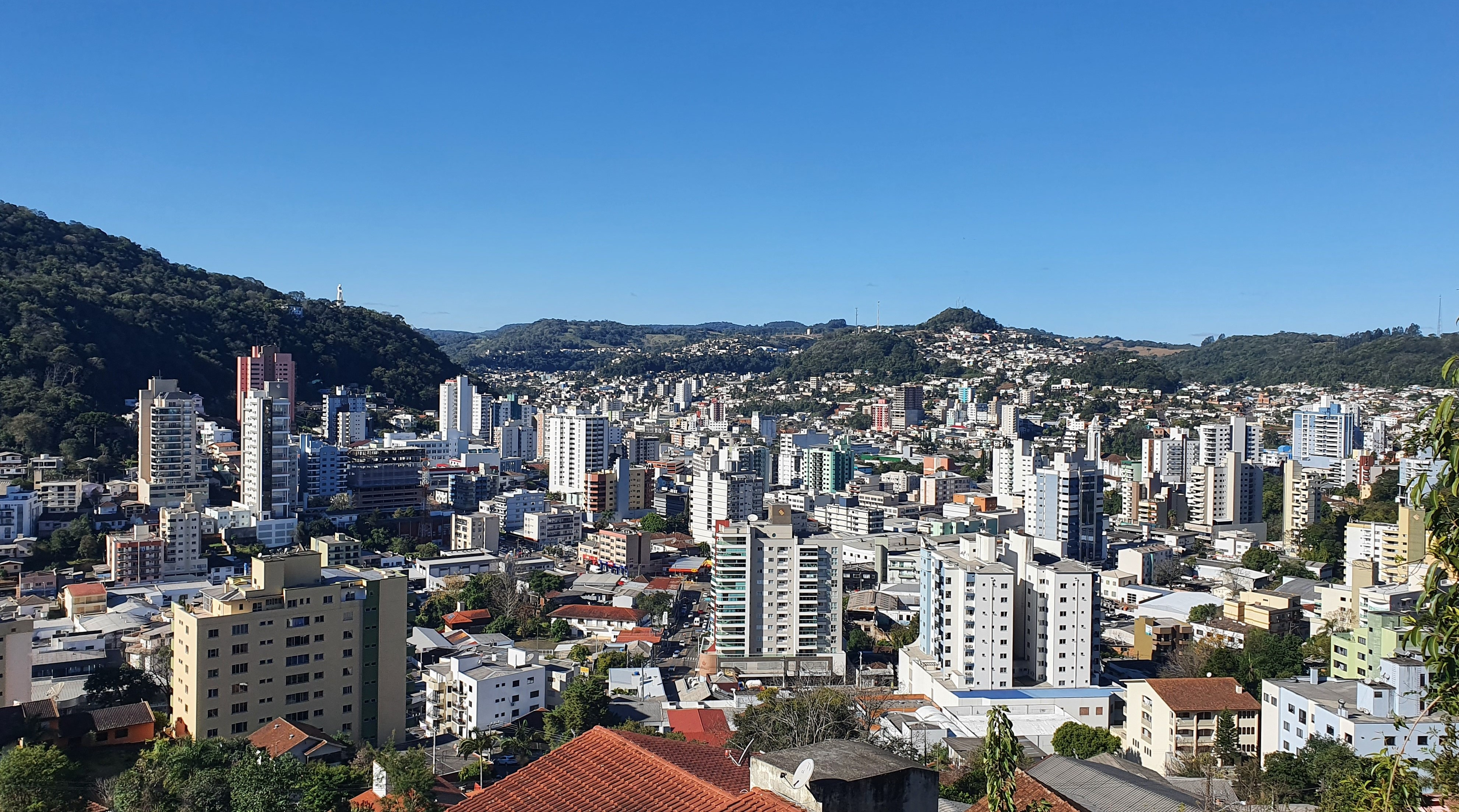
Vue du centre ville de Joaçaba.

Joaçaba se situe par une latitude de 27° 10′ 41″ sud et par une longitude de 51° 30′ 17″ ouest, à une altitude de 522 mètres.
Sa population était de 27 005 habitants au recensement de 2010. La municipalité s'étend sur 232 km2.
La zone urbaine de la municipalité forme une conurbation avec celles d'Herval d'Oeste et de Luzerna, totalisant plus de 53 000 habitants. Ces trois municipalité organisent conjointement certains services publics, comme la distribution d'eau potable, l'assainissement et les transports en commun.
Statistiquement, la ville est rattachée à la mésorégion Ouest de Santa Catarina et à la microrégion de Joaçaba. Elle est de plus le siège de la région métropolitaine du Contestado.

### Climat
Le climat de Joaçaba est de type tempéré, avec des hivers froids et des étés doux, présentant quatre saisons bien définies. La température moyenne annuelle y est de 18 °C, mais les extrêmes peuvent dépasser 35 °C en été et descendre jusqu'à des températures négatives en hiver. Dans les mois les plus froids, on constate communément des gelées et, plus rarement, des chutes de neige. Les précipitations annuelles sont en moyenne de 2 000 mm, bien réparties sur les quatre saisons.

### Végétation
Joaçaba est située dans une région couverte par la forêt ombrophile mixte caractérisée par la présence d'araucarias et par la forêt tempérée caducifoliée (Floresta Estacional Decidual en portugais), dans une zone de transition entre ces deux écosystèmes.
La première se caractérise par des forêts dominées par le pin du Paraná, conjointement avec des sous-bois formés de lauracées.
La forêt tempérée caducifoliée, qui couvre la vallée de l'Uruguay, présente une moindre domination du pin du Paraná et une structure distincte, composée d'arbres à feuilles caduques. Les sous-bois sont composés d'arbustes sempervirents, avec prédominance de canneliers.

### Données démographiques
(source : IBGE 2000)
- Répartition de la population (pour un total de 24 066 habitants):
  - Zone urbaine : 21 688 habitants / Zone rurale : 2 378 habitants
  - Hommes : 11 616 habitants / Femmes : 12 450 habitants
- Nombre de foyers : 7 196, soit 3,5 individus par foyer en moyenne.
- Croissance annuelle moyenne de la population : 0,54 % entre 1991 et 2000.

### Autres données
- Analphabétisme: 4,87 %
- Analphabétisme parmi les moins de 17 ans : 0,03 %
- Pourcentage d'enfants de 7 à 14 ans scolarisés: 99 %
- Espérance de vie à la naissance : 76,35 ans
- Mortalité infantile jusqu'à un an : 10,90/1000
- PIB par habitant en R$ : 15 785,92

Joaçaba est classée 8e au niveau national, et 3e dans l'État de Santa Catarina, pour la qualité de vie selon l'indice de développement humain (IDH) = 0,866) selon un rapport du PNUD en 2000.

## Histoire

### Les débuts
Le territoire couvert aujourd'hui par la municipalité de Joaçaba faisait partie d'une vaste zone revendiquée par le Brésil et l'Argentine, en conflit sur leurs frontières communes, sur la base du Traité de Tordesillas. Plus tard, cette même région fut encore l'objet de conflit interne au Brésil entre les États de São Paulo, Paraná et Santa Catarina.
Le manque d'autorité, conséquence des conflits en États, combinée à une injustice sociale notamment envers la population d'origine caboclos, créa une situation d'insatisfaction et de révolte latente. Avec la construction de la voie ferrée entre São Paulo et le Rio Grande do Sul, la situation empira et donna naissance à la guerre du Contestado, commencée par la bataille d'Irani.
La guerre se termina quand le président Venceslau Brás arbitra le conflit entre le Paraná et Santa Catarina en décidant d'intégrer la plus grande partie des zones contestées à Santa Catarina.

### Création
La municipalité fut créée le 25 août 1917, sous le nom de Cruzeiro avec son siège à Limeira. Le 2 janvier 1919, le district de Limeira est recréé et le siège de la municipalité est transféré à Catanduvas avant de revenir à Limeira en 1926. En 1938, la localité de Cruzeiro do Sul devient une municipalité sous le nom de Cruzeiro pour prendre finalement le nom de Joaçaba en 1943.

### Immigration et développement
La colonisation de Joaçaba fut principalement le fait d'immigrants du Rio Grande do Sul, venus de la région de Caxias do Sul, d'origine italienne et allemande, qui donnèrent à l'agriculture locale la première impulsion.
La région de Joaçaba resta longtemps composée uniquement de terres fertiles et de forêts natives, ce qui mena la ville vers l'exploitation forestière et la collecte du yerba maté, parallèlement au développement de l'agriculture. Plus tard, les premières industries, liées à l'agriculture, commencèrent à se développer, accentuant la vocation commerciale de la ville. Avec l'arrivée des premières industries mécaniques, Joaçaba a consolidé sa position dans l'économie de Santa Catarina.

## Économie
La principale activité économique de la municipalité est l'industrie, notamment dans les secteurs de la mécanique, des produits dérivés du bois et l'agro-alimentaire. La ville possède également une activité commerciale diversifiée, Joaçaba étant au centre d'une région centrée sur le tourisme. La ville est considérée comme le centre économique et politique du centre-ouest de l'État de Santa Catarina, zone comptant environ 300 000 habitants.

## Enseignement supérieur
Joaçaba est le siège de l'université de l'Ouest de Santa Catarina, ou UNOESC, une des principales universités de l'État de Santa Catarina.

## Tourisme

### Carnaval
Avec trois écoles de samba (deux de Joaçaba et une d'Herval d'Oeste), le carnaval de Joaçaba, est reconnu au niveau local et même national. Plus de 5 000 figurants participent tous les ans au défilé.

### Procession et monument à frei Bruno

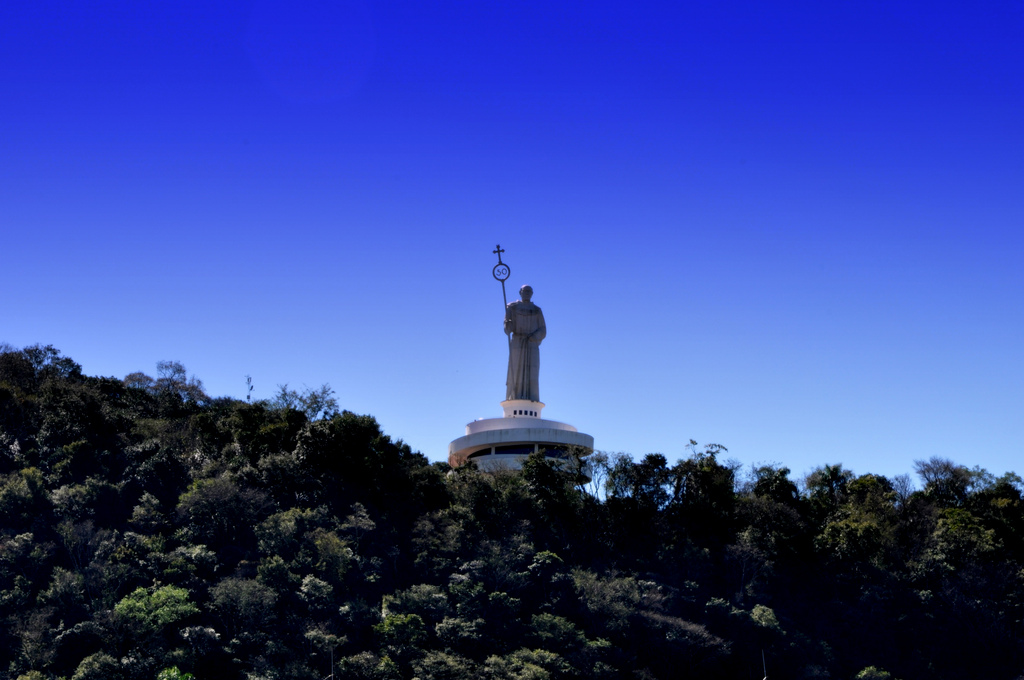
Statue de frère Bruno Linden.

La statue de frei Bruno, frère Bruno Linden (pt), O.F.M., avec plus de 37 mètres de hauteur, abrite un musée, un restaurant et une boutique de souvenir. Il offre également une belle vue panoramique sur la ville.
La statue fut édifiée devant le succès croissant de la procession de frei Bruno qui réunit tous les ans 30 000 fidèles venus de tout le pays.
La construction du monument poussa également les fidèles à redoubler d'efforts pour obtenir la canonisation du père d'origine allemande qui œuvra dans la région. Sa béatification est actuellement en cours.

### Autres attractions
- Cathédrale Santa Terezinha
- Musée Frei Bruno
- Théâtre Alfredo Sigwalt

La municipalité compte également de nombreux groupes culturels et folkloriques.

## Sport
Joaçaba est une étape du Tour cycliste international de Santa Catarina. Disputée depuis 1987, il s'agit d'une compétition qui traverse tout l'État et réunit les meilleurs cyclistes brésiliens et quelques-uns d'Amérique latine.
La ville compte également des clubs reconnus en football en salle, volley-ball et handball.

## Administration
La municipalité est constituée de trois districts:
- Joaçaba (siège du pouvoir municipal)
- Nova Petrópolis
- Santa Helena

## Villes voisines
Joaçaba est voisine des municipalités (municípios) suivantes :
- Ouro
- Jaborá
- Catanduvas
- Água Doce
- Luzerna
- Herval d'Oeste
- Lacerdópolis

## Joaçabense connus
- Eusébio Oscar Scheid, archevêque émérite de Rio de Janeiro
- Rogério Sganzerla, réalisateur